# Hideo Madarame
Hideo Madarame (en japonès: 班目秀雄, Shirakawa, prefectura de Fukushima, 12 de gener de 1944) va ser un ciclista japonès, que s'especialitzà en el ciclisme en pista. Va participar en els Jocs Olímpics de 1964. Un cop retirat es va dedicar a fer d'entrenador.
El seu germà Takao també es dedicà al ciclisme.